# Why Pick on Me?
Why Pick on Me? è una comica muta del 1918 con Harold Lloyd.